# Kham Hiao
Kham Hiao was een broer van koning Phi Fa en een zoon van koning Luang Ngum. Zijn officiële naam en titel: Somdetch Brhat-Anya Kham-Hiao Rajadharani Sri Sudhana. 
Hij was koning van Sawa van 1343 tot 1353. Hij pleegde zelfmoord omdat hij weigerde nog langer tegen zijn neef, Fa Ngum strijd te leveren.
Koning Kham Hiao had voor zover ons bekend twee dochters:
- Prinses (Chao Fa Nying) Kel Mahari
- Prinses (Chao Fa Nying) Keo Noi Nong Hiao, zij trouwde in 1377 met phaya Samsenthai